# جاكسون هادلي
جاكسون هادلي هو شخصية أعمال وسياسي أمريكي، ولد في 22 مايو 1815 في ليفونيا في الولايات المتحدة، وتوفي في 3 مارس 1867. نشط حزبياً في الحزب الديمقراطي. وقد انتخب عضو جمعية ولاية ويسكونسن ‏ وانتخب عضو مجلس ولاية ويسكونسن ‏.